# Rozszywacz
Rozszywacz – urządzenie do usuwania zszywek z plików papieru; opatentowane w 1969 roku przez Josepha A. Foitle.